# Elman FC
Elman FC je somálský fotbalový klub založený v roce 1993 v Mogadišu, hlavním městě Somálska. Hrají na stadionu Mogadiscio Stadium s kapacitou 35 000 míst ligu Somalia League.
Elman je pravděpodobně největší tým v tomto městě, hraje v něm několik známých somálských fotbalistů. Nejznámější fotbalista z Elmanu je Ahmed Bile Ali Gacan Bir narozen 1991 v Xamar Jajabe v hlavním městě Somalska Mogadishu. Ahmed je útočník. Dále zde hraje brankář Abdi Shakuur Kaahe narozen 1989 v Qoryooley.

## Přestupy
DO
O-  Shekku Abubakkar (Bo Rangers)
Ú-  Hassan Bakari (Banaadir Telecom)
Ú-  Rabid Abidakam (Dakedaha)
VEN
B-  Habar Barradako (Banaadir Telecom)
Z-  Rabat Kabaroubi (Elan Club)
Ú-  Eric Kokou (Abou Ossé FC)